# جون كرولي (لاعب كرة قاعدة)
جون كرولي (بالإنجليزية: John Crowley)‏ هو لاعب كرة قاعدة أمريكي، ولد في 12 يناير 1862 في لورانس في الولايات المتحدة، وتوفي بنفس المكان في 23 سبتمبر 1896.